# 2018 VG18
2018 VG18是一个遥远的海王星外天体，发现者斯科特·谢泼德、大衛·托倫和查德·處基羅给其起了个绰号Farout（中文意为“遥远”）。观测到的距离大约为120天文单位（超出冥王星離太陽平均距離的三倍、幾乎為鬩神星的兩倍），它是目前所觀測到的第二遙遠的太陽系天體（僅次於2018 AG37），也是太阳系内发现的第一个超过100天文单位的天体。然而，它并不是平均轨道最远的天体，其半长轴估计只有约95.2天文单位（相比2014 FE72的半长轴為1550天文单位）。2018 VG18是在寻找假想的第九行星过程中被发现的。

## 特性
2018 VG18的直径据估计有500千米，这让它成为矮行星的候选者之一。在观测中它呈现粉红色，显示出其冰层中可能富集大量托林。

## 取名
由于其轨道的不确定性，目前还没有对该星体編以正式編號。国际天文联合会小行星中心賦予了的暫時編號为2018 VG18。该星体的发现者使用了Farout（遥远的）作为其绰号。

## 轨道
根据国际天文联合会小行星中心的报告，该星体目前和太阳的距离是125到130个天文单位，但具体的轨道特征尚没有被确定。噴射推進實驗室小天體資料庫目前列出其軌道的不確定性大於100％。由于其缓慢的移动速度，对它建立完整的轨道模型可能需要花费数年时间。